# Норман, Шарль
Шарль Пьер Жозеф Норма́н (фр. Charles Pierre Joseph Normand; 25 ноября 1765, Гуаянкур — 13 февраля 1840, Париж) — французский художник, гравёр, архитектор.

## Биография
Родился в бедной крестьянской семье. В 1773 году на средства своего отца отправился в Париж и поступил в коллеж Монтегю (фр. Collège de Montaigu), где педагог М. Тьерри обнаружил его талант к рисованию. С 1782 года учился у Жака-Пьера Жизора (фр. Jacques-Pierre de Gisors), в прошлом пенсионера Французской академии в Риме, и в сентябре 1792 года выиграл первую премию по архитектуре для обучения в Риме, планируя остаться там на протяжении пяти лет. Из-за политических событий, однако, не смог отправиться в Рим и прибыл в Мелену, где некоторое время перебивался случайными заработками, а затем работал над серией гравюр, которую смог издать в 1801 году. С 1800 по 1815 год занимался созданием гравюр видов Италии на основе работ ряда бывавших в ней художников.
Был известен как знаток орнаментистики, одновременно хорошо рисовал человеческие фигуры; делал гравюры с работ многих известных художников, как исторических, так и современных ему. Им было награвировано на меди более 7000 досок (очерком), оттиски с которых рассеяны в «Annales du Musée» и в «Les vies des peintres» H. Ландона. Кроме того, им самим были изданы «Nouveau parallèle des ordres d’architecture des Grecs, des Romains et des auteurs modernes» (1879). Из гравюр его авторства наиболее известны «Чудо насыщения народа пятью хлебами» с картины Рафаэля и «Плафон Сикстинской капеллы» с творения Микеланджело.